# Zaseoci Brezovac i Pavkovići
Zaseoci Brezovac i Pavkovići, zaseoci u mjestu Brezovac Žumberački, općini Samobor, zaštićeno kulturno dobro.

## Opis
Naselje Brezovac Žumberački locirano je u središnjem dijelu Parka prirode Žumberak-samoborsko gorje. Formirano je od 4 međusobno udaljena zaseoka: Brezovac, Pavkovići, Pavlanci i Višoševići. U neposrednom kontaktu uz okućnice su voćnjaci, vrtovi i oranice, a u širem prstenu su pašnjaci i šume. Zaseoci Brezovac i Pavkovići su do danas sačuvali prostorne i arhitektonske značajke karakteristične za seoske aglomeracije Žumberka, a nove intervencije nisu bitno narušile izvorne vrijednosti.

## Zaštita
Pod oznakom Z-5257 zaveden je kao nepokretno kulturno dobro - pojedinačno, pravna statusa zaštićena kulturnog dobra, klasificirano kao "sakralna graditeljska baština".